# Cyclosa vallata
Cyclosa vallata là một loài nhện trong họ Araneidae.
Loài này thuộc chi Cyclosa. Cyclosa vallata được Eugen von Keyserling miêu tả năm 1886.